# Giorgio Valerio
Giorgio Valerio (Milano, 20 marzo 1904 – Milano, 8 dicembre 1979) è stato un dirigente d'azienda italiano, dal 1936 alla guida della Edison  e dal 1966 al 1969 presidente e amministratore delegato della Montedison.

## Biografia
Ingegnere elettrico, entrato nella società Edison a 23 anni, ne diventa direttore amministrativo dal 1936 e poi consigliere delegato grazie anche all'appoggio di Alberto Pirelli che della Edison è un importante azionista. Sotto la sua gestione la Edison crebbe con conti economici molto positivi (in Borsa il titolo veniva chiamato "la rendita ambrosiana") al punto da decidere di diversificare nel 1950 nella chimica trasformandosi da società elettrica pura a holding.
Con la nazionalizzazione dell'energia elettrica nei primi anni Sessanta con l'indennizzo dato alle società e non agli azionisti, la Edison si trova ad avere maggiore liquidità sviluppando il progetto di espandersi nella chimica. Nel 1966 operò la fusione con la Montecatini, pensata da Valerio, dai manager e azionisti delle due società, progettata da Mediobanca e da Enrico Cuccia, appoggiata dal governatore della Banca d'Italia Guido Carli, realizzata come una congiura di palazzo tenendo fino all'ultimo all'oscuro il presidente di Montecatini, Carlo Faina ma condotta dal suo braccio destro Giorgio Macerata. Il primo a parlare con Cuccia dell'operazione che portò alla nascita della Montedison fu Leopoldo Pirelli. La guida della Montedison fu poi affidata ai dirigenti della “vecchia” Edison con Valerio nominato presidente e amministratore delegato. La giustificazione dell'operazione di fusione, annoterà Pietro Nenni nel suo diario il 7 dicembre 1965, fu che la Edison "ha i soldi ma non sa dove investirli" e la Montecatini "ha un vasto piano di investimenti ma non ha i capitali".
L'anno seguente Valerio fu insignito del titolo di cavaliere del Lavoro.
Nel 1970 lasciò la presidenza a Cesare Merzagora e si ritirò a vita privata. Venne in seguito processato per le spese gonfiate nella fornitura all'esercito di una partita di radio ricetrasmittenti per carri armati e per 50 miliardi di lire dell'epoca versati ad alcuni politici. Il processo non giunse a conclusione per la morte di Valerio in una clinica privata milanese. Riposa in una tomba familiare del Cimitero Monumentale.